# Jardín Botánico Trebbo Trebbi
El Jardín Botánico Trebbo Trebbi (en  italiano: Giardino Botanico Trebbo Trebbi), es un jardín botánico de propiedad privada situado en los alrededores de Brescia, Italia.

## Localización
Giardino Botanico Trebbo Trebbi, Via Ottaviano Montini, 119, Mompiano, Brescia, Provincia di Brescia, Lombardia, Italia.45°32′0″N 10°14′0″E / 45.53333, 10.23333
La visita hay que acordarla telefónicamente.

## Historia
El jardín botánico fue creado por el agrónomo Trebbo Trebbi, que guiado por su pasión por la naturaleza ha creado un jardín botánico de gran riqueza en los terrenos junto a su casa en Brescia.  

## Colecciones
Actualmente en sus colecciones se incluyen:
- Plantas herbáceas.
- Plantas perennes.